# EuroJet Turbo
L' Eurojet Turbo GmbH est un consortium industriel et technologique européen, rassemblant quatre motoristes européens : Rolls-Royce, Avio, ITP et MTU Aero Engines.

## Historique
Au début des années 1980, des divergences entravent le développement d'un avion franco-germano-britannique. Il est finalement décidé le développement du Snecma M88 équipant le Dassault Rafale en France, et de l'Eurojet EJ200 équipant l'Eurofighter Typhoon réunissant le Royaume-Uni, l'Allemagne de l'Ouest, l'Espagne et l'Italie.
Eurojet a été créée en 1986 pour gérer le développement, la production, le soutien, la maintenance les ventes du turboréacteur EJ200 destiné à équiper l'Eurofighter Typhoon. Les partenaires originels étaient Rolls-Royce, MTU, Fiat Aviazione et SENER. La division des moteurs d'avion de Fiat cédée en 2003 au groupe Finmeccanica. La division des moteurs d’aéronefs de Sener est désormais ITP, la propriété étant répartie entre Sener et Rolls-Royce.
| Motoriste        | Motoriste | Participation (développement) |
| ---------------- | --------- | ----------------------------- |
| Avio             |           | 21 %                          |
| ITP Aero         |           | 13 %                          |
| MTU Aero Engines |           | 33 %                          |
| Rolls-Royce      |           | 33 %                          |

Dans les années 2000, une nouvelle collaboration européenne permet la création du consortium Europrop International pour le développement du turbopropulseur TP400.